# Tetsuji Hashiratani
Tetsuji Hashiratani (柱谷 哲二?, Hashiratani Tetsuji; Kyoto, 12 luglio 1964) è un allenatore di calcio ed ex calciatore giapponese, di ruolo centrocampista.

## Palmarès

### Nazionale
- Coppa d'Asia: 1

1992